# Curtindo com Reais
Curtindo com Reais foi um programa de televisão exibido pelo SBT em 2007, apresentado por Celso Portiolli sendo uma variação do programa Curtindo Uma Viagem, mas o prêmio de uma viagem foi substituído por prêmios em dinheiro. Estreou em 30 de Março de 2007. Costumava dar o segundo lugar ao SBT, com 9 pontos em algumas exibições. Primeiramente estava sendo anunciado que iria estrear nas terças-feiras, mas mudaram as chamadas para as noites de sexta-feira, sendo exibido às 20h15, 20h30 e depois foi transferido para as tardes de sábado, às 17h. O programa se despediu em 22 de Dezembro de 2007.

## Sinopse
O programa é disputado entre duas equipes mistas, vermelha e azul, cada uma com cinco integrantes. Do começo ao fim as equipes se enfrentam com provas dinâmicas, que mexem com o emocional, com a força física, a inteligência, a rapidez e com a determinação de cada jovem. Os prêmios de cada prova são sorteados por uma roleta, que podem ser de 500, 1000, 1500, 2000, 2500 e 3000 reais. A equipe que somar mais dinheiro no final é a campeã. Correr contra o tempo. Essa é uma das características das provas do programa, que podem ser no palco ou em áreas externas.

## Provas
Máquina da corda - as equipes devem pular corda sem errar até o cronômetro zerar.

Golfe - quem encaçapar a bolinha no buraco com menos tacadas ganha.

Péndulo - quem der mais voltas no tempo determinado vence.

Basquete na esteira - quem acertar três bolas em menos tempo ganha.

Labirinto - quem acertar a bolinha no meio da máquina em menos tempo ganha.

Chuva de bolinhas - quem pegar o número determinado de bolinhas em menos tempo vence.

Piscina de bolinhas - tem que pegar a bolinha da cor que esta na placa que o integrante da equipe que esta na piscina externa pega.

Boliche com um pino só - quem derrubar o pino mais vezes ganha.

Bola no Trilho - quem colocar mais bolinhas dentro de um círculo ganha.

Blefe (dados na cúpula) - quem mentir melhor ganha nesta prova as soma dos dados tem que dar 20 ou mais.

Dados - vendado seguindo os comandos dos companheiros um amigo tem que jogar 6 dados para cima para fazer o maior número de pontos.

Parafusos - tem que parafusar a porca no parafuso certo.

Figuras geométricas - Não pode deixar a figura passar a linha vermelha.

Pisca pisca - tem que apertar em cima das luzes e quem fizer 30 pontos em menos tempo vence.

Prova do caminho - tem que fazer todo o circuito ficando firme em cima da cor escolhida, se pisar errado afunda e volta para o começo.

Balão que explode - seguindo um tema o integrante tem falar coisas sobre o tema e o balão vai encher e se estourar na sua mão perde.

Parede de escalada - a parede se escalada ao passar o tempo vai inclinada, quem aguentar mais ganha.

Turbina de vento - tem que seguir um circuito com uma bolinha que flutua através de uma maquina de vento.

Tetris - tem que encaixar a peças e quem deixar alguma parte fora perde.

Prova final - essa prova são três provas em sequência e quem fizer em menos tempo ganha.